# 池田盛邦
池田 盛邦（いけだ もりくに）は、安土桃山時代から江戸時代前期にかけての武士。酒井忠勝の家臣。

## 略歴
出羽国朝日山城を拠点とする出羽池田氏は、平安時代中期頃に藤原秀郷の嫡流藤原仲光が、都より摂津国池田の地に土着し池田氏を名乗ったことが起源と伝えられている。盛邦は池田源三郎快光の後裔・池田秀盛から数えて17代目の子孫とされる。
上杉景勝に仕えたが離反した。慶長6年（1601年）、最上義光より荒瀬郷古川村を賜る。新田開発に功があった。最上氏改易後、庄内に入部した酒井忠勝に100石で仕官した。